# Flesh (película de 1968)
Flesh (título alternativo: Andy Warhol's Flesh) es una película de 1968, dirigida por: Paul Morrissey.
Flesh es el primer filme de la "Trilogía de Andy Warhol". Las otras películas son:Trash y Heat. Las tres se ganaron un espacio reconocido como cintas de culto, por ser una remembranza de la época en la que fueron grabadas, un retrato fiel de los ideales de la época de finales de los sesenta y principios de los setenta.
La película es protagonizada por: Joe Dallesandro como un prostituto que trabaja en las calles de la ciudad de Nueva York. En la película aparecen algunas de las super estrellas de Warhol, además de ser el debut cinematográfico tanto de: Jackie Curtis como de: Candy Darling. También aparecieron Geraldine Smith en el papel de la esposa de Joe y Patti D'Arbanville como su amante.

## Trama
Cuando comienza la película, Geraldine saca a Joe a empellones de la cama y le insiste en que se vaya a las calles de la ciudad a buscar el dinero necesario para que le pague un aborto a su amante (Patti).
Esto lleva a Joe a varios encuentros con algunos clientes, entre los que se cuentan: un artista que quiere dibujar a Joe, interpretado por Maurice Bradell, Louis Waldron que actúa como un gimnasta y John Christian.
Las escenas grabadas en las calles de Nueva York, muestran a Joe pasando tiempo con algunos otros hombres que también ejercen la prostitución, uno de ellos es representado por su hermano en la vida real. Durante estos encuentros le enseñan al nuevo (Barry Brown) algunos de los trucos para ser un mejor "acompañante". La película incluye una escena en la cual Joe juega con su pequeño hijo de 1 año. 
La película finaliza con Joe interactuando en la cama con Geraldine y Patti. La mujer desnuda a Joe y se entrega a los placeres de la carne con ambos, mientras Joe se aburre de la escena y se queda dormido.

## Reparto
- Joe Dallesandro como Joe.
- Geraldine Smith como Geri.
- Maurice Braddell como El artista.
- Louis Waldon como David.
- Geri Miller como Terry.
- Candy Darling como Candy.
- Jackie Curtis como Jackie.
- Patti D'Arbanville como La novia/amante de Joe.
- Barry Brown como El "nuevo".
- Bob Dallesandro como uno de los prostitutos.
- John Christian como el joven John.

#### Libros
Hofler, Robert (2014). Sexplosion: From Andy Warhol to A Clockwork Orange - How a Generation of Pop Rebels Broke All the Taboos [Sexplosión: De Andy Warhol a La Naranja Mecánica - Cómo una Generación de Rebeldes Pop Rompió Todos los Tabúes] (en inglés). Nueva York: HarperCollins. ISBN 978-0-06-208834-5.
- Datos: Q1428092
- Multimedia: Flesh (1968 film) / Q1428092